# Крыжановский, Владимир Николаевич
Владимир Николаевич Крыжановский (1868, г.Житомир, Волынская губ.— 1932, г.Дмитров) — учёный в области иммунологии и медицинской бактериологии, организатор фармации и вакцинации в Башкирии, руководитель санитарно-бактериологического института в Уфе. На базе института было впоследствии создано предприятие «Иммунопрепарат», а с 2003 года Научно-производственное объединение «Микроген».

## Биография
Окончил физ.-матем. (1894) и мед. (1898) ф-ты Моск. ун-та. С 1898 работал в С.-Петерб. ин-те экспериментальной медицины (до 1900 в противочумной экспедиции в г. Самарканд). С 1903 завед. Пастеровской станцией в Порт-Артуре, сегодня г. Талиенван (Китай).
1906 — приглашен в Уфу для организации и заведования Бактериологической лабораторией Уфимского губернского земства на ул. Александровской, 6 (дом снен), которая была создана в 1905 году на базе Пастеровской станции Уфимского губернского земства, в 1908 году лаборатория переименована в Бактериологический институт Уфимского земства. В 1913 году организован микробиологический отдел, в котором проводились санитарно-бактериологические, патолого-гистологические и серологические исследования, в том числе ставилась реакция Вассермана. В 1906—1907 гг в Уфе под руководством Крыжановского был начат выпуск препарата для прививок против оспы, дифтерии и скарлатины, с 1908 г стрептококка, холеры, брюшного тифа и паратифов.
В 1914—1917 гг Крыжановский работал в госпитале г. Никольск-Уссурийский.
В 1918—1921 гг. директор Крыжановский с Бактериологическим институтом Уфимского губернского земства находился в эвакуации в Омске,
В 1921 году институт переименован в Санитарно-Бактериологический институт Уфимского губернского отдела здравоохранения, в 1922 году перешел в ведение Башкирского народного комиссариата здравоохранения.
К 1917 году в институте производилось свыше 10 наим. бакт. препаратов, с сер. 20-х гг. совершенствовались методы профилактики и лечения натуральной оспы, возвратного и сыпного тифов, дизентерии, холеры, дифтерии, кори, скарлатины, туберкулеза, малярии, столбняка и гельминтозов.
За годы руководства Крыжановского в институте были созданы следующие отделы, которые впоследствии стали самостоятельными учреждениями: химико-гигиенический, судебно-медицинский, ветеринарный, микробиологический (отделы эпидемиологический и клинико-диагностический), санитарно-гигиенический, малярийная станция с этимологическим отделом, аналитический и др.
Крыжановский никогда не был членом политических партий, в 1931 году репрессирован по ст. 58-7, 11, лишен свободы на 5 лет, умер, примерно, через год, в 1959 реабилитирован посмертно.
Научные исследования Крыжановского посвящены проблемам бактериологии и иммунологии, формирования иммунитета при холере, дифтерии, туберкулёзе, разработке основ серотерапии и серопрофилактики инфекционных болезней. Им изучены иммунизирующие св-ва водной вытяжки холерного вибриона, модификаций холерной вакцины, исследованы биохим. св-ва дифтерийной бактерии, терапевтич. св-ва противодифтерийной сыворотки, эпидемиологич. значение бациллоносительства при дифтерии. Автор свыше 30 научных трудов.

## Память
В ведомственном музее при Научно-производственном объединении «Микроген» есть экспозиция о Крыжановском.
Он жил в Уфе на ул. Гоголевской, 18 (ныне имеет № 22, известен как дом Гурылёва). На обращение общественности мэрия Уфы ответила, что не возражает против установки на этом доме мемориальной доски (письмо от 10 сен 2020 номер 0104- 3008)

## Семья
Супруга Ольга Кондратьевна (1873—1952, Ленинград).
Дочь Софья (1900—1979, Ленинград), врач-микробиолог, майор медслужбы в ЭГ 1015 ЛенФ в блокадном Ленинграде, заведующая лабораторией в инфекционной больнице им. С. П. Боткина, муж однофамилец профессор В. И. Крыжановский (Кафедра «Мосты и тоннели» ЛИСИ), сын физиолога и композитора И. И. Крыжановского.
Дочь Татьяна (1903, Порт-Артур — 1992, Ленинград), биохимик, работала на Биологическом Факультете Ленинградского Государственного Университета, в 30-х годах — сотрудница А. А. Ухтомского, муж физиолог Киселев Петр Алексеевич (1902—1986), заведовал Лабораторией физиологии врожденных рефлекторных механизмов в Ленинградском Институте Физиологии им. И. П. Павлова Академии Наук СССР.
Сын Николай в подростковом возрасте погиб в Уфе в годы Гражданской войны.

## Звания и должности
- Научный сотрудник (1898—1903)
- Врач-бактериолог (1914—1917)
- Комиссар здравоохранения (1922)
- Заведующий лабораторией (1903—1908)
- Директор института (1908—1931)